# Sukakarya (Megamendung)
Sukakarya is een bestuurslaag in het regentschap Bogor van de provincie West-Java, Indonesië. Sukakarya telt 6705 inwoners (volkstelling 2010).